# Izobután
Az izobután, metilpropán vagy 2-metilpropán egy alkán, a bután izomere.
Mióta felmerült a freonok ózonrétegkárosító hatása, egyre inkább ezzel az anyaggal helyettesítik a hűtőgépekben és az aeroszolok hajtógázaiban. Hűtőanyagként vagy hajtógázként alkalmazva R-600a néven is illetik.   Az izooktán szintézisében is használja a petrolkémiai ipar.